# 吉岡昌仁
吉岡 昌仁（よしおか まさひと、1959年 - 2016年1月14日）は、トムス・エンタテインメント（東京ムービー）に所属していた日本のアニメプロデューサー。同社の元企画本部プロデューサーで、デジタルハリウッド大学客員教授も務めた。愛称は「よっしー」。

## 経歴
仕上げとしてアニメ業界入りし、トレーススタジオMに勤務して『忍者ハットリくん』などに参加する。その後、制作に転向し、1984年に東京ムービー新社（のちのトムス・エンタテインメント）へ入社。以後一貫して制作畑を歩み、『魔法騎士レイアース』が初プロデュース作品となる。これ以降、読売テレビ（日本テレビ系列）やテレビ東京系アニメを主に手掛ける。
『名探偵コナン』のプロデューサー（2003年、チーフプロデューサーに昇格）を放送開始当初から長らく務めていたが、2011年8月の制作会社の名義変更（東京ムービー→トムス・エンタテインメント）に合わせるように降板。その後は持病の関係か、制作現場からは距離を置いていた。
2015年に放映された『電波教師』でチーフプロデューサーを務める。本作は旧知のプロデューサーである植田益朗の指示の下、吉岡の現場復帰を後押しするため、A-1 Picturesを制作現場にしながらトムス・エンタテインメントが制作プロデュースする形（ノンクレジット）となった。結果的にプロデュース作としてはこれが遺作となる。
放送終了後の2015年12月に肝臓病で入院し、翌2016年1月14日に死去。同年2月15日、中野サンプラザにて「吉岡昌仁さんありがとうの会」が執り行われた。また、同年4月に公開された劇場版『名探偵コナン 純黒の悪夢』ではエンディングの終盤にて追悼の意味をこめて『In memory of 吉岡昌仁』というメッセージが表示された。

## 主な担当作品

### テレビアニメ
- ルパン三世 PARTIII （1984年 - 1985年、制作進行）
- オズの魔法使い（1986年 - 1987年、制作進行）※メルヘン社出向時に参加
- おちゃめなふたご クレア学院物語 （1991年、制作担当）
- わたしとわたし ふたりのロッテ （1991年 - 1992年、制作担当）
- フランダースの犬 ぼくのパトラッシュ （1992年、制作担当）
- レッドバロン（1994年 - 1995年、アシスタントプロデューサー）[3]
- ルパン三世 燃えよ斬鉄剣 （1994年、アシスタントプロデューサー）
- 魔法騎士レイアース （1995年 - 1996年、プロデューサー）[4]
- 名探偵コナン （1996年 - 、プロデューサー → チーフプロデューサー）[5]※2011年降板、石山桂一に交代
- ごぞんじ!月光仮面くん （1999年、エグゼクティブプロデューサー）
- PROJECT ARMS （2001年 - 2002年、プロデューサー）
- 天使な小生意気 （2002年 - 2003年、プロデューサー）[6]
- 高橋留美子劇場 人魚の森 （2003年、エグゼクティブプロデューサー）[7]
- エンジェル・ハート （2005年 - 2006年、チーフプロデューサー）[8]
- 甲虫王者ムシキング 森の民の伝説 （2005年 - 2006年、アソシエイトプロデューサー）[9]
- 格闘美神 武龍 （2005年 - 2006年、企画）
- 史上最強の弟子ケンイチ （2006年 - 2007年、企画）[10]
- イタズラなKiss （2008年、エグゼクティブプロデューサー）
- まじっく快斗 （2010年、プロデューサー）
- 電波教師 （2015年、チーフプロデューサー）※A-1 Pictures制作

### 劇場アニメ
- ルパン三世 バビロンの黄金伝説 （1985年、制作進行）
- かいけつゾロリ（1993年、アシスタントプロデューサー）
- 名探偵コナンシリーズ （プロデューサー）
  - 名探偵コナン 時計じかけの摩天楼 （1997年）[11]
  - 名探偵コナン 14番目の標的 （1998年）[12]
  - 名探偵コナン 世紀末の魔術師 （1999年）[13]
  - 名探偵コナン 瞳の中の暗殺者 （2000年）[14]
  - 名探偵コナン 天国へのカウントダウン （2001年）[15]
  - 名探偵コナン ベイカー街の亡霊 （2002年）[16]
  - 名探偵コナン 迷宮の十字路 （2003年）[17]
  - 名探偵コナン 銀翼の奇術師 （2004年）[18]
  - 名探偵コナン 水平線上の陰謀 （2005年）[19]
  - 名探偵コナン 探偵たちの鎮魂歌 （2006年）[20]
  - 名探偵コナン 紺碧の棺 （2007年）[21]
  - 名探偵コナン 戦慄の楽譜 （2008年）[22]
  - 名探偵コナン 漆黒の追跡者 （2009年）[23]
  - 名探偵コナン 天空の難破船 （2010年）[24]
  - 名探偵コナン 沈黙の15分 （2011年）[25]
- 真救世主伝説 北斗の拳シリーズ（アニメーションプロデューサー）
  - 真救世主伝説 北斗の拳 ラオウ伝 殉愛の章 （2006年）
  - 真救世主伝説 北斗の拳 ラオウ伝 激闘の章 （2007年）
  - 真救世主伝説 北斗の拳 ZERO ケンシロウ伝 （2008年）

### OVA
- 天外魔境 自来也おぼろ変（1990年、制作担当）
- ウィザードリィ（1991年、制作担当）
- からくりの君（2000年、プロデューサー）[26]
- 名探偵コナンシリーズ （プロデューサー→チーフプロデューサー）
  - 名探偵コナン コナンvsキッドvsヤイバ 宝刀争奪大決戦! （2000年）
  - 名探偵コナン 16人の容疑者 （2002年）
  - 名探偵コナン コナンと平次と消えた少年 （2003年）
  - 名探偵コナン コナンとキッドとクリスタル・マザー （2004年）
  - 名探偵コナン 標的は小五郎!! 少年探偵団マル秘調査 （2005年）
  - 名探偵コナン 消えたダイヤを追え! コナン・平次vsキッド! （2006年）
  - 名探偵コナン 阿笠からの挑戦状! 阿笠vsコナン&少年探偵団 （2007年）
  - 名探偵コナン 工藤新一 謎の壁と黒ラブ事件 （2008年）
  - 名探偵コナン 女子高生探偵 鈴木園子の事件簿 （2008年）
  - 名探偵コナン 新一と蘭・麻雀牌と七夕の思い出 （2009年）
  - 名探偵コナン 10年後の異邦人 （2009年）
  - 名探偵コナン 大阪お好み焼きオデッセイ （2010年）
  - 名探偵コナン KID in TRAP ISLAND （2010年）
  - 名探偵コナン 新潟〜東京 おみやげ狂騒曲 （2011年）
  - 名探偵コナン ロンドンからの秘指令 （2011年）